# العلاقات الألمانية البلجيكية
العلاقات الألمانية البلجيكية هي العلاقات الثنائية التي تجمع بين ألمانيا وبلجيكا.

## مقارنة بين البلدين
هذه مقارنة عامة ومرجعية للدولتين:
| وجه المقارنة                                              | ألمانيا                                                                              | بلجيكا                                                                              |
| --------------------------------------------------------- | ------------------------------------------------------------------------------------ | ----------------------------------------------------------------------------------- |
| المساحة (كم2)                                             | 357.41 ألف                                                                           | 30.53 ألف                                                                           |
| عدد السكان (نسمة)                                         | 81.29 مليون                                                                          | 11.37 مليون                                                                         |
| الكثافة السكانية (ن./كم²)                                 | 227.44                                                                               | 372.42                                                                              |
| العاصمة                                                   | بون، برلين                                                                           | بروكسل                                                                              |
| اللغة الرسمية                                             | اللغة الألمانية                                                                      | اللغة الهولندية، لغة فرنسية، اللغة الألمانية                                        |
| العملة                                                    | يورو، مارك ألماني                                                                    | يورو، فرنك بلجيكي                                                                   |
| الناتج المحلي الإجمالي (بليون دولار)                      | 3.68 تريليون                                                                         | 492.68 مليار                                                                        |
| الناتج المحلي الإجمالي (تعادل القوة الشرائية) بليون دولار | 3.92 تريليون                                                                         | 514.74 مليار                                                                        |
| الناتج المحلي الإجمالي الاسمي للفرد دولار أمريكي          | 41.31 ألف                                                                            | 40.32 ألف                                                                           |
| الناتج المحلي الإجمالي للفرد دولار أمريكي                 | 46.40 ألف                                                                            | 43.44 ألف                                                                           |
| مؤشر التنمية البشرية                                      | 0.926                                                                                | 0.890                                                                               |
| رمز المكالمات الدولي                                      | +49                                                                                  | +32                                                                                 |
| رمز الإنترنت                                              | .de                                                                                  | .be                                                                                 |
| المنطقة الزمنية                                           | توقيت وسط أوروبا، ت ع م+01:00، ت ع م+02:00، توقيت أوروبا الوسطى المعياري (ت غ م +1) ‏ | توقيت وسط أوروبا، ت ع م+01:00، ت ع م+02:00، توقيت وسط أوروبا الصيفي، أوروبا/بروكسل ‏ |

## مدن متوأمة
في ما يلي قائمة باتفاقيات التوأمة بين مدن ألمانية وبلجيكية:
- ترتبط شفارتسينبك مع زيلزاته باتفاقية توأمة.
- ترتبط غيلدرن مع بري باتفاقية توأمة.
- ترتبط إنيبهتال مع فيلفورد باتفاقية توأمة.
- ترتبط Kloster Lehnin [الإنجليزية]‏ مع ترفورين باتفاقية توأمة.
- ترتبط Finnentrop [الإنجليزية]‏ مع Diksmuide [الإنجليزية]‏ باتفاقية توأمة.
- ترتبط Büchenbeuren [الإنجليزية]‏ مع Middelkerke [الإنجليزية]‏ باتفاقية توأمة.
- ترتبط شرامبرغ مع شارلوروا باتفاقية توأمة منذ 1958.
- ترتبط بيتبورغ مع آرلون باتفاقية توأمة.
- ترتبط آندرناخ مع Ekeren [الإنجليزية]‏ باتفاقية توأمة منذ 1979.
- ترتبط باخاراخ مع Overijse [الإنجليزية]‏ باتفاقية توأمة.
- ترتبط فغبرغ مع ماسايك باتفاقية توأمة.
- ترتبط راوشنبرغ مع Westende [الإنجليزية]‏ باتفاقية توأمة.
- ترتبط هسيش ليشتناو مع Dessel [الإنجليزية]‏ باتفاقية توأمة.
- ترتبط باد ناوهايم مع أوستكامب [الإنجليزية]‏ باتفاقية توأمة.
- ترتبط فاربورغ مع Ledegem [الإنجليزية]‏ باتفاقية توأمة.
- ترتبط شوتن مع Beloeil, Belgium [الإنجليزية]‏ باتفاقية توأمة.
- ترتبط بازهفالك مع Halen [الإنجليزية]‏ باتفاقية توأمة.
- ترتبط برلين مع بروكسل باتفاقية توأمة منذ 13 أبريل 1994.[19][19][20][20]
- ترتبط هاملبورغ مع تورنهاوت باتفاقية توأمة.
- ترتبط كليفه مع رنز باتفاقية توأمة منذ 2010.[21][22][23][24]
- ترتبط Neukölln [الإنجليزية]‏ مع آندرلخت باتفاقية توأمة.
- ترتبط روستوك مع أنتويرب باتفاقية توأمة منذ 1963.
- ترتبط مرسبورغ مع Oudenburg [الإنجليزية]‏ باتفاقية توأمة.
- ترتبط دتمولد مع هاسلت باتفاقية توأمة.
- ترتبط باد غودزبرغ مع كورتريك باتفاقية توأمة منذ 1957.[25][25][25][25]
- ترتبط Schwalmstadt [الإنجليزية]‏ مع Zwalm [الإنجليزية]‏ باتفاقية توأمة.
- ترتبط برغهايم مع Andenne [الإنجليزية]‏ باتفاقية توأمة.
- ترتبط بورنهايم مع Bornem [الإنجليزية]‏ باتفاقية توأمة.
- ترتبط فينتربرغ مع Rixensart [الإنجليزية]‏ باتفاقية توأمة.
- ترتبط هويزنشتام مع Malle [الإنجليزية]‏ باتفاقية توأمة.
- ترتبط غريفنهاينيشن مع Zoersel [الإنجليزية]‏ باتفاقية توأمة.
- ترتبط Alken, Germany [الإنجليزية]‏ مع Alken, Belgium [الإنجليزية]‏ باتفاقية توأمة.
- ترتبط دامة مع دامه باتفاقية توأمة.
- ترتبط راتسهبورغ مع Walcourt [الإنجليزية]‏ باتفاقية توأمة منذ 23 أغسطس 1969.
- ترتبط إيتلينغن مع Middelkerke [الإنجليزية]‏ باتفاقية توأمة.
- ترتبط Alpen, Germany [الإنجليزية]‏ مع Herentals [الإنجليزية]‏ باتفاقية توأمة.
- ترتبط شتاينفورت مع Liedekerke [الإنجليزية]‏ باتفاقية توأمة.
- ترتبط تونيسفورست مع لكدل [الإنجليزية]‏ باتفاقية توأمة.
- ترتبط كربن [الإنجليزية]‏ مع سانت فيث باتفاقية توأمة.
- ترتبط باد آرولزن مع اوسدان-زولده باتفاقية توأمة.
- ترتبط كام مع Zele [الإنجليزية]‏ باتفاقية توأمة.
- ترتبط إدشتاين مع Zwijndrecht, Belgium [الإنجليزية]‏ باتفاقية توأمة منذ 1970.
- ترتبط Waldkirch [الإنجليزية]‏ مع شارلوروا باتفاقية توأمة.
- ترتبط Steinenbronn [الإنجليزية]‏ مع Le Rœulx [الإنجليزية]‏ باتفاقية توأمة منذ 1991.[26][26]
- ترتبط بريلون مع اوسدان-زولده باتفاقية توأمة.
- ترتبط آخن مع لياج باتفاقية توأمة منذ 10 نوفمبر 2017.[27][27][28][29]
- ترتبط لودنشايد مع لوفان باتفاقية توأمة منذ 1987.
- ترتبط Sohren [الإنجليزية]‏ مع Slijpe  [لغات أخرى]‏ باتفاقية توأمة.
- ترتبط ميله مع Sint-Denijs-Westrem [الإنجليزية]‏ باتفاقية توأمة.
- ترتبط Lampertheim [الإنجليزية]‏ مع مالديخيم باتفاقية توأمة.
- ترتبط باد نوينار-آرفايلر مع Brasschaat [الإنجليزية]‏ باتفاقية توأمة.
- ترتبط بارشيم مع Peer, Belgium [الإنجليزية]‏ باتفاقية توأمة.
- ترتبط غوتآخ - إجرن مع Diksmuide [الإنجليزية]‏ باتفاقية توأمة.
- ترتبط براونفلز مع Eeklo [الإنجليزية]‏ باتفاقية توأمة.
- ترتبط Freiamt [الإنجليزية]‏ مع De Pinte [الإنجليزية]‏ باتفاقية توأمة.
- ترتبط بوخولت مع بوخولت، بلجيكا باتفاقية توأمة.
- ترتبط غروس-غيراو مع تيلت [الإنجليزية]‏ باتفاقية توأمة.
- ترتبط ليرته مع يبر باتفاقية توأمة منذ 1970.[30][30][30][30]
- ترتبط لورش مع Zwevegem [الإنجليزية]‏ باتفاقية توأمة.
- ترتبط ترويسدورف مع جينك باتفاقية توأمة.
- ترتبط هيربشتاين مع Oelegem [الإنجليزية]‏ باتفاقية توأمة.
- ترتبط شونغاو مع سينت نيكلاس باتفاقية توأمة منذ 1970.
- ترتبط جانجلت مع Kruibeke [الإنجليزية]‏ باتفاقية توأمة.
- ترتبط Grenzach-Wyhlen [الإنجليزية]‏ مع Écaussinnes [الإنجليزية]‏ باتفاقية توأمة.
- ترتبط إيتنهايم مع Avelgem [الإنجليزية]‏ باتفاقية توأمة.
- ترتبط فيسبادن مع غنت باتفاقية توأمة منذ 1969.
- ترتبط نوردستراند مع Affligem [الإنجليزية]‏ باتفاقية توأمة.
- ترتبط باد كوتستينغ مع هوفاليز باتفاقية توأمة.
- ترتبط كولونيا مع لياج باتفاقية توأمة منذ 29 مايو 1963.
- ترتبط Holsthum [الإنجليزية]‏ مع Kruibeke [الإنجليزية]‏ باتفاقية توأمة.
- ترتبط Bad Zwischenahn [الإنجليزية]‏ مع Izegem [الإنجليزية]‏ باتفاقية توأمة.
- ترتبط نينبورغ مع داندرموند باتفاقية توأمة.
- ترتبط زيغن مع يبر باتفاقية توأمة.
- ترتبط ليمبورغ آن در لان مع Oudenburg [الإنجليزية]‏ باتفاقية توأمة.
- ترتبط لودفيغسهافن مع أنتويرب باتفاقية توأمة منذ 1971.
- ترتبط رودغاو مع Nieuwpoort, Belgium [الإنجليزية]‏ باتفاقية توأمة.
- ترتبط كسانتن مع Geel [الإنجليزية]‏ باتفاقية توأمة منذ 7 يونيو 2003.[31]
- ترتبط كوبورغ مع اودانارد باتفاقية توأمة منذ 1972.
- ترتبط روتنبورغ أن در فومه مع ألتير باتفاقية توأمة.
- ترتبط باد لانغنزالتسا مع أوستكامب [الإنجليزية]‏ باتفاقية توأمة.
- ترتبط Hilders [الإنجليزية]‏ مع Izegem [الإنجليزية]‏ باتفاقية توأمة.
- ترتبط مونشنغلادباخ مع فيرفييتوا باتفاقية توأمة.[32]
- ترتبط أوفنباخ أم ماين مع Saint-Gilles, Belgium [الإنجليزية]‏ باتفاقية توأمة منذ 1978.
- ترتبط مندن مع Braine-l'Alleud [الإنجليزية]‏ باتفاقية توأمة.
- ترتبط Essen (Oldenburg) [الإنجليزية]‏ مع إيسن، بلجيكا باتفاقية توأمة منذ 1968.
- ترتبط Großostheim [الإنجليزية]‏ مع Hamoir [الإنجليزية]‏ باتفاقية توأمة.
- ترتبط Wenigumstadt  [لغات أخرى]‏ مع Hamoir [الإنجليزية]‏ باتفاقية توأمة.
- ترتبط كورنتال-مونشينغن مع واترلو باتفاقية توأمة.

## منظمات دولية مشتركة
يشترك البلدان في عضوية مجموعة من المنظمات الدولية، منها:
| علم المنظمة | اسم المنظمة                                  | تاريخ انضمام ألمانيا | تاريخ انضمام بلجيكا |
| ----------- | -------------------------------------------- | -------------------- | ------------------- |
|             | مؤسسة التمويل الدولية                        | 20 يوليو 1956        | 27 ديسمبر 1956      |
|             | يونسكو                                       | 11 يوليو 1951        | 29 نوفمبر 1946      |
|             | الجماعة الأوروبية للفحم والصلب               | 1951                 | 1951                |
|             | مركز تنسيق الحركة في أوروبا ‏                 | ?                    | ?                   |
|             | مؤسسة التنمية الدولية                        | 24 سبتمبر 1960       | 2 يوليو 1964        |
|             | المركز الدولي لتسوية المنازعات الاستشارية    | 18 مايو 1969         | 26 سبتمبر 1970      |
|             | الأمم المتحدة                                | 18 سبتمبر 1973       | 27 ديسمبر 1945      |
|             | البنك الدولي للإنشاء والتعمير                | 14 أغسطس 1952        | 27 ديسمبر 1945      |
|             | منظمة الأمن والتعاون في أوروبا               | 25 يونيو 1973        | 25 يونيو 1973       |
|             | وكالة الفضاء الأوروبية                       | 31 مايو 1977         | ?                   |
|             | حلف شمال الأطلسي                             | 9 مايو 1955          | 4 أبريل 1949        |
|             | الفريق المعني برصد الأرض                     | ?                    | ?                   |
|             | المنظمة الهيدروغرافية الدولية                | ?                    | ?                   |
|             | نظام تحكم تكنولوجيا القذائف                  | 1987                 | 1990                |
|             | بنك التنمية الآسيوي                          | 1966                 | 1966                |
|             | المنظمة الأوروبية لسلامة الملاحة الجوية      | 1960                 | 1960                |
|             | مجلس أوروبا                                  | 13 يوليو 1950        | ?                   |
|             | الاتحاد الأوروبي                             | 25 مارس 1957         | 25 مارس 1957        |
|             | اتفاقية السماوات المفتوحة                    | ?                    | ?                   |
|             | European Air Transport Command ‏              | 1 يوليو 2010         | ?                   |
|             | مجموعة أستراليا                              | 1985                 | 1985                |
|             | المرصد الأوروبي الجنوبي                      | 1962                 | 1962                |
|             | اتحاد المدفوعات الأوروبي ‏                    | ?                    | ?                   |
|             | مجموعة الموردين النوويين                     | ?                    | ?                   |
|             | الوكالة الدولية للطاقة                       | ?                    | ?                   |
|             | منظمة التعاون الاقتصادي والتنمية             | 27 سبتمبر 1961       | ?                   |
|             | وكالة ضمان الاستثمار متعدد الأطراف           | 12 أبريل 1988        | 18 سبتمبر 1992      |
|             | Organisation for Joint Armament Cooperation ‏ | ?                    | ?                   |
|             | منظمة حظر الأسلحة الكيميائية                 | 29 أبريل 1997        | ?                   |
|             | البنك الإفريقي للتنمية                       | ?                    | ?                   |
|             | الاتحاد الدولي للاتصالات                     | 1866                 | 1866                |
|             | منظمة الشرطة الجنائية الدولية                | ?                    | ?                   |
|             | الاتحاد البريدي العالمي                      | 1 يوليو 1875         | ?                   |
|             | منظمة التجارة العالمية                       | ?                    | ?                   |

## أعلام
هذه قائمة لبعض الشخصيات التي تربطها علاقات بالبلدين:
- ألبير الثاني ملك بلجيكا (سياسي بلجيكي، 6 يونيو 1934[70] – )
- أوليفر نوفيل (لاعب كرة قدم ألماني، 1 مايو 1973[71] – )
- بودوان الأول ملك بلجيكا (7 سبتمبر 1930[72][73][74] – 31 يوليو 1993[72][73][74])
- دانييل فان بويتن (لاعب كرة قدم بلجيكي، 7 فبراير 1978[75][76] – )
- سيزار فرانك (10 ديسمبر 1822[77][78][79] – 8 نوفمبر 1890[77][78][79])
- فيليب الأول ملك قشتالة (23 يونيو 1478 – 25 سبتمبر 1506)
- فيليب ملك بلجيكا (ملك بلجيكا، 15 أبريل 1960[80] – )
- كارلوس الخامس (إمبراطور روماني مقدس وملك إسبانيا ودوق بورغندي، 24 فبراير 1500[81] – 21 سبتمبر 1558[81])
- ليوبولد الأول ملك بلجيكا (ملك بلجيكي سابق، 16 ديسمبر 1790[82][83][84] – 10 ديسمبر 1865[82][83][84])
- ليوبولد الثالث ملك بلجيكا (3 نوفمبر 1901[85][86][87] – 25 سبتمبر 1983[85][86][87])
- مارغريت دوقة سافوي (10 يناير 1480[88][89][90] – 1 ديسمبر 1530[88][90][91])
- جيراردوس مركاتور (5 مارس 1512[92][93][94] – 2 ديسمبر 1594[93][94][95])
- هانس ميملنغ (1435 – 11 أغسطس 1494)
- هنري السابع (12 يوليو 1275 – 24 أغسطس 1313)
- يوهان بيتر غوستاف لوجون دركليه (رياضياتي ألماني، 13 فبراير 1805[96][97] – 5 مايو 1859[96][97])

## وصلات خارجية
- موقع وزارة الخارجية الألمانية
- موقع وزارة الخارجية البلجيكية